# Filippa Freijd
Maja Filippa Dina Johanna Freijd, född 22 februari 1979 i Enskede församling, är en svensk regissör. Hon är medlem av Sorgenfri Entertainment-kollektivet.

## Regi
- 2003 – I Love Johan
- 2004 – Fjorton suger
- 2011 – Hjärtslag

## Producent
- 2004 – Fjorton suger